# GNU Savannah
GNU Savannah — площадка Фонда свободного программного обеспечения для хостинга и совместной разработки свободного ПО. Предоставляет бесплатный хостинг без рекламы для домашних страниц, репозиториев исходников (CVS и Arch) и файлов для скачивания. Работает на программном обеспечении Savane.
Площадка разделена на два доменных имени: savannah.gnu.org для проектов, включённых в проект GNU, и savannah.nongnu.org для всего остального.
В отличие от SourceForge.net, Savannah предоставляет хостинг исключительно проектам свободного программного обеспечения и связанным с ним.
В 2004 году, после проблем с безопасностью, вызванного ими долгого периода неактивности сайта и последующей недоступности некоторых функций, Фонд объявил о планируемом переходе на GForge из-за кажущейся заброшенности Savane (тогда называвшейся Savannah). Однако, эти проблемы были разрешены, и смена ПО была отменена.